# 울트라 모바일 PC

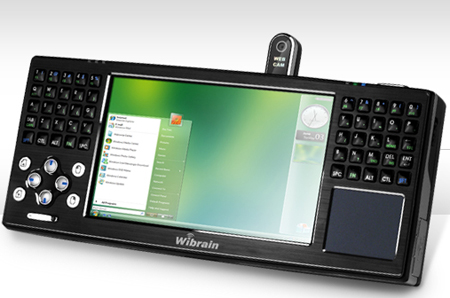
와이브레인 B1 UMPC는 VIA 울트라 모바일 플랫폼을 기반으로 한 UMPC로, 1.2 GHz VIA C7-M 프로세서, 4.8인치 터치스크린, 분리형 엄지손가락 키보드, 터치패드, 그리고 웹캠을 특징으로 한다.

울트라 모바일 PC(ultra-mobile PC, UMPC) 또는 UMPC는 펜 컴퓨터의 소형 버전으로, 마이크로소프트와 인텔이 2006년 봄에 사양을 발표한 랩톱의 한 종류이다. 소니는 2004년에 이미 바이오 U 시리즈로 이 방향으로 첫 시도를 했으나, 아시아에서만 판매되었다. UMPC는 일반적으로 서브노트북보다 작고, 대각선으로 약 12.7 to 17.8 센티미터 (5.0 to 7.0 in) 크기의 TFT 디스플레이를 가지며, 태블릿 PC처럼 터치스크린이나 스타일러스를 사용하여 작동되며, 물리적인 키보드를 가질 수도 있다. 서브노트북과 울트라 모바일 PC 사이에는 명확한 경계가 없지만, UMPC는 일반적으로 화면 양쪽에 작은 키가 있거나 슬라이드식 키보드와 같이 일반적인 클램셸 랩톱 디자인에는 없는 주요 기능을 갖추고 있다.
1세대 UMPC는 리눅스 또는 마이크로소프트의 태블릿 PC 운영 체제에 적합하게 변경된 버전을 실행하는 단순한 PC였다. UMPC 발표와 함께 마이크로소프트는 태블릿 PC가 스타일러스의 근접 감지(마이크로소프트는 이를 "호버링"이라고 불렀다)를 지원해야 한다는 라이선스 요구 사항을 철회했다. 2세대 UMPC는 전력 소모가 적어 더 오래(최대 5시간) 사용할 수 있었으며 윈도우 비스타를 지원했다.
원래 코드명 프로젝트 오리가미였던 이 프로젝트는 2006년 마이크로소프트, 인텔, 삼성 등 몇몇 기업의 협력으로 시작되었다. 태블릿 컴퓨터로 대부분 대체된 후, 울트라 모바일 PC의 생산은 2010년대 초에 중단되었다. 그 이후로 "UMPC"라는 용어는 비공식적으로 다른 유사 제품을 설명하는 데 사용되었다.

## 역사
2006년 2월, 당시 "프로젝트 오리가미"라는 코드명으로 불리던 UMPC에 대한 입소문 마케팅 캠페인이 조용히 시작되었다.
"오리가미가 무엇인가?"에 대한 추측과 소문 속 시제품 사진들이 엔가젯, Scobleizer, Thatedeguy 및 다른 기술 웹사이트에서 광범위하게 보도되었다. 오리가미 프로젝트의 최종화는 세빗에 맞춰 발표되었다.
많은 추측에서는 오리가미가 닌텐도의 DS 및 소니의 플레이스테이션 포터블과 직접 경쟁할 휴대용 게임 장치로 자리매김했다. 이 소문은 헤일로: 컴뱃 이볼브드가 UMPC에서 플레이되는 영상이 유출된 후 신뢰를 얻었다. 이 영상은 원본 출처에서 빠르게 삭제되었지만, 다른 많은 사이트에는 미러링이 남아있었다.
그 주 후반에 Associated Press는 "오리가미"가 실제로는 "제한된 게임 기능"을 가진 일반 PC가 될 것이라고 확인했다.

### 첫 번째 장치

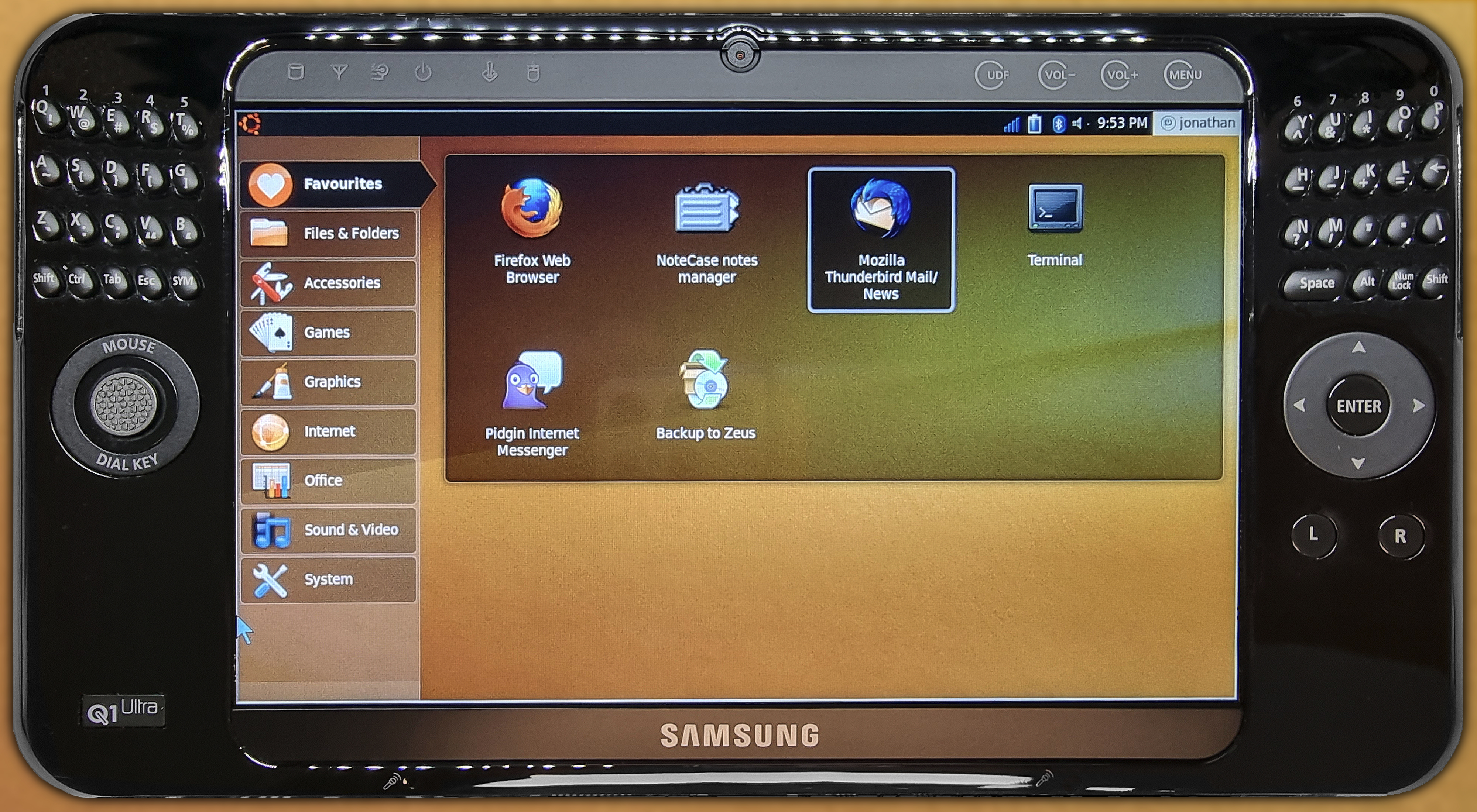
삼성 Q1 울트라 UMPC

시장에 출시된 첫 번째 UMPC는 AMtek의 T700과 삼성의 Q1이었다.
AMtek T700은 미국에서 TabletKiosk eo v7110, agoPC ago7, Azentek GB-810으로, 유럽에서는 PaceBlade EasyBook P7 및 Label Origami로, 호주에서는 TabletKiosk eo v7110 및 Pioneer DreamBook UMPC 700으로, 일본에서는 PBJ SmartCaddie로 판매되었다.
소니는 2004년에 바이오 U 시리즈로 이 방향으로 첫 시도를 했다.
OQO 또한 UMPC를 판매했다. OQO 모델 01 및 OQO 모델 01+는 울트라 모바일 PC 시대 이전에 출시되었지만, 그 사양은 대부분의 UMPC 모델과 매우 유사했다.

### 2006년
2006년 7월, 소니는 솔리드 스테이트 드라이브(SSD)를 포함한 모델을 포함하여 VAIO UX를 출시했다. 이로 인해 VAIO UX는 최초의 플래시 메모리 SSD 기반 PC가 되었다. 소니는 2009년 초까지 VAIO UX 모델을 계속 출시하고 판매했다.
2006년 8월 말, TabletKiosk는 인텔 기반 UMPC 라인인 eo i7210과 i7209를 출시했다. 이어서 2007년 3월에는 견고한 VIA 기반 UMPC인 eo TufTab v7112XT를 출시했다.
2006년 9월, Raon Digital은 AMD Geode LX800, 256MB RAM, 30GB 하드 드라이브를 장착한 Vega를 출시했다. 4.3-인치 (11 cm) 화면, 500MHz 프로세서, 5.5시간의 배터리 수명을 가졌다. 마이크로소프트 윈도우 XP 홈 에디션을 실행했으며, 가격은 680,000 한국 원(미화 700~750달러)이었다. 하지만 Wi-Fi 기능은 없었다.
2006년 10월 초 삼성은 Q1B를 조용히 출시하여 울트라 모바일 플랫폼을 마이크로소프트가 구상한 비전에 더 가깝게 만들었다. Q1b는 1GHz로 작동하는 VIA C7-M ULV 프로세서, 최대 5시간의 배터리 수명, 그리고 삼성 Q1보다 저렴한 가격을 특징으로 했다. 또한 전 세계 주요 도시에서 유비쿼터스 인터넷 연결을 위한 HSDPA 또는 와이브로 옵션 모듈도 갖추었다.
AMtek은 윈도우 비스타 기반의 T770도 출시했는데, 1200MHz 프로세서와 1024MB RAM을 탑재했다. 40GB 하드 디스크(또는 다른 저렴한 브랜드에서는 60GB)와 7-인치 (18 cm) 화면을 가졌다. 가격은 899유로(저렴한 브랜드는 849유로)였다.

### 2007년
와이브레인은 2007년 12월에 첫 UMPC 모델인 B1E와 B1H를 출시했다.
2007년, 빌 게이츠는 CES 2007의 기조연설에서 OQO 모델 02를 소개했다. OQO 모델 02는 5-인치 (13 cm) 화면, EV-DO WWAN, 블루투스, 802.11 a/b/g 와이파이, 윈도우 XP 및 비스타를 탑재하여 출시되었다. OQO는 모델 02로 세계에서 가장 작은 완전 기능 컴퓨터(여기서 '컴퓨터'는 윈도우를 실행할 수 있는 능력을 의미)로 기네스 세계 기록의 인정을 받았다.
2007년 8월, Raon Digital은 와이파이와 HSDPA가 내장된 두 번째 UMPC 'Everun'을 출시했다. AMD Geode LX900을 사용했다. 이후 Everun은 가장 긴 배터리 수명을 가진 UMPC로 소개되었는데, 표준 배터리로 6~7시간, 대용량 배터리로 12시간까지 사용할 수 있었다. 이전 모델과 달리 Everun은 당시 스마트폰과 미학적으로 유사한 전체 QWERTY 키패드를 가졌다.
2007년 9월 17일, OQO는 유럽 시장을 위해 지역화된 키보드, 1.6GHz VIA C7-M 프로세서, 120GB 하드 드라이브 또는 32GB SSD 옵션을 갖춘 모델 e2를 출시했다.
2007년 10월에는 에이수스 Eee PC (모델 701)가 출시되었다. 7인치 화면, 풀 키보드, Wi-Fi를 갖추고 리눅스를 실행하며, 넷북 혁명을 시작했다.

### 2008년

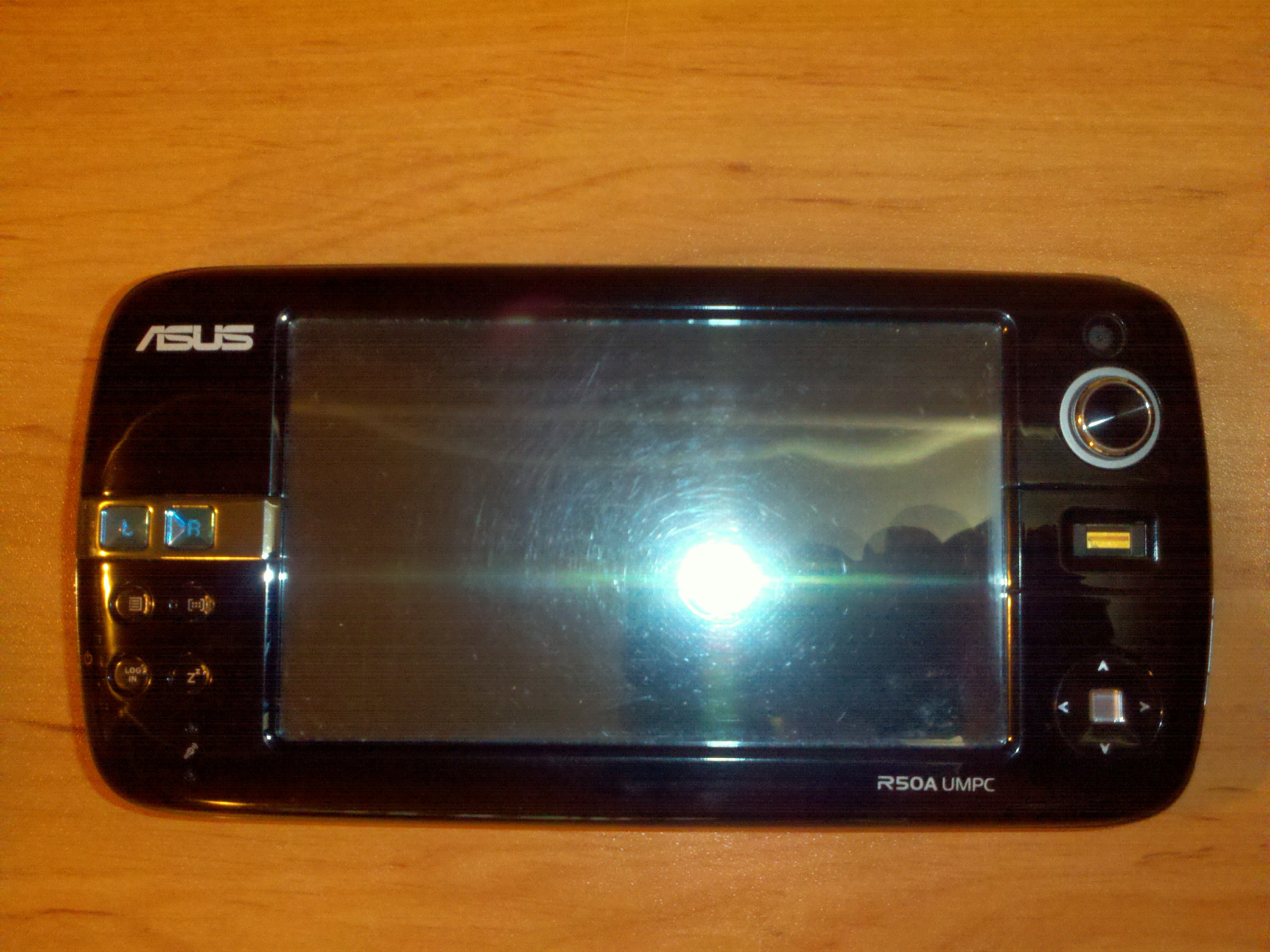
에이수스 R50A UMPC

HTC는 2008년 1월에 시프트를 출시했다. 이 제품은 윈도우 비스타와 SnapVUE라는 PDA 모드를 동시에 실행했다. 윈도우 비스타 부분은 800MHz의 인텔 A110 스테일리 CPU, 2GB RAM, 인텔 GMA 950, 40/60GB HDD에서 실행되었다. PDA 모드는 64MB RAM의 ARM11 CPU에서 실행되었다. 두 운영 체제는 쿼드밴드 GSM, 트라이밴드 UMTS, Wi-Fi 802.11 b/g, 블루투스 2.0 라디오 및 단일 800x480 7-인치 (18 cm) 터치스크린 디스플레이를 공유했다. 입력은 단일 하드웨어 버튼으로 선택할 수 있었으며, 윈도우 모바일 부분은 640x480으로 제한되었다. 디스플레이 뒤에는 HTC TyTN II에서 볼 수 있었던 것과 유사한 슬라이딩 및 틸트 메커니즘이 있어 전체 QWERTY 키보드를 드러냈다.
와이브레인은 2008년 2월 27일 Ubuntu 리눅스를 탑재한 B1L 시리즈의 두 번째 모델을 출시했다. 시작 가격은 약 500달러였다. 와이브레인 UMPC는 1024x600 해상도의 4.8-인치 (12 cm) 터치 지원 LCD 화면, 1.0GHz 또는 1.2GHz VIA C7M CPU, 512MB 또는 1GB 메모리, 30GB 또는 60GB 하드 디스크, 전체 QWERTY 키보드 및 내장 Wi-Fi (802.11b/g)를 특징으로 했다.
같은 시기에 CHIP.DE는 ASUS의 R2H와 R50A에 대한 기사를 다루었는데, 이들은 인텔 셀러론 시스템에서 윈도우 태블릿 PC 에디션 OS를 실행했다. VGA-TV 출력, GPS, 3개의 USB 포트, 60GB 하드 드라이브 및 512MB RAM을 가졌다. 또한 유선/무선 네트워크 기능을 제공했다.
2008년 9월, Nova Mobility는 2세대 Side Arm 2 Industrial UMPC를 발표했다. 이 제품은 인텔 아톰 프로세서를 기반으로 설계되었으며, 해당 플랫폼에서 출시된 최초의 산업용 UMPC였다. GPS, WiFi 및 Bluetooth가 표준으로 포함되었고, 3G는 옵션이었다. EVDO는 장치 상단에 있는 PCI Express 카드 슬롯을 통해 이용할 수 있었다. 두 개의 USB 포트, 7-인치 (18 cm) 터치스크린 및 QWERTY 키보드가 제공되었다. 이 장치는 2 파운드 (910 g) 미만이었고 최대 10시간의 배터리 수명을 제공했다.

### 2009년–2010년
유경은 2009년 중반에 빌립 S5를 출시했고, 이어서 빌립 X70 모델을 출시했다. 2010년 7월에는 빌립 N5가 출시되었다. N5는 작은 노트북 스타일의 UMPC였지만, S5와 X70은 태블릿 형태였다. 이들은 GPS, 와이파이, 블루투스, 3G 사용 가능성, 인텔 Z520 프로세서와 H264 HD 비디오 재생을 위한 하드웨어 가속 기능을 갖춘 통합 GMA500 그래픽이 포함된 SSD 옵션을 특징으로 했다. 시작 가격은 약 599달러였고, 배터리 수명은 5시간 이상이었다.
또한 2009년에 Panasonic은 당시 세계 최초의 완전 견고한 UMPC인 터프북 U1 UMPC를 선보였다.

### 마이크로소프트 이후
마이크로소프트가 2010년대 초 UMPC 마케팅 노력을 중단한 후, 여러 회사들이 매우 작은 크기의 휴대용 개인용 컴퓨터를 개발했다.
2010년, Ocosmos는 OCS1을 발표했다. 이 제품은 인텔의 최신 CPU를 탑재한 게이밍 UMPC로, 윈도우 7 홈 프리미엄과 전면 및 후면 카메라를 특징으로 했다. Ocosmos가 선보인 다른 여러 모델과 마찬가지로 이 제품은 출시되지 않았다.
2015년 초, Ockel Computers는 Ockel Sirius B를 개발했다. Ockel은 2016년 11월에 후속작인 Ockel Sirius B Black Cherry를 선보였다.
오켈은 6인치 터치스크린을 포함하는 UMPC도 개발하고 있었다. 오켈 시리우스 A는 2016년 중반에 Indiegogo에서 크라우드펀딩 캠페인으로 출시되었다. 2017년에는 이 회사가 후원자들에게 장치를 배송하기 시작했다.
게임패드 디지털(GPD)은 2016년 10월 x64 윈도우 10 기반의 휴대용 게이밍 PC인 GPD Win을 출시했다. 2018년 5월, GPD는 GPD Win의 후속작으로 GPD Win 2를 출시했다. 2021년 1월, GPD는 GPD Win 3를 발표했다. 이전 모델들이 저전력 Intel Atom 또는 Intel Core-M 프로세서에 의존했던 것과 달리, Win 3는 Core i5 및 Core i7 프로세서와 인텔의 Iris Xe 그래픽을 탑재하여 더 높은 전력을 지원했다. Win 3는 또한 클램셸 폼팩터를 포기하고 슬라이딩 화면을 채택했다. GPD는 또한 알루미늄 케이스와 풀 키보드를 포함하는 7인치 PC인 GPD Pocket을 출시했다. 이 제품은 3백만 달러 이상의 크라우드펀딩을 받은 후 2017년 중반에 출시되었다.
UMPC로 브랜드화되지는 않았지만, HP Stream 7과 같은 Intel Atom SoC를 탑재한 여러 7~8인치 윈도우 태블릿이 2014년에서 2016년 사이에 Windows 8.1 또는 Windows 10을 실행하며 출시되었다.
2022년, 클럭워크파이는 데스크톱 리눅스를 실행할 수 있고 UMPC와 유사한 휴대용 컴퓨터 키트인 uConsole을 출시했다.

## 기능
프로젝트 오리가미는 최소 해상도 800 × 480에서 20cm(8인치) 이하의 터치 감응형 화면을 가진 컴퓨터 사양을 정의했다. 작은 폼 팩터에 더 적합하도록, 윈도우 XP 태블릿 PC 에디션은 원래 인터페이스에 약간의 조정을 가하고 터치 팩 인터페이스(Touch Pack Interface)라는 소프트웨어 추가 기능을 사용하여 스타일러스와 손 사용에 더 적합하도록 사용되었다. 2006년 세빗에서 UMPC가 공개되었을 때, 삼성, 아수스, 파운더는 거의 완성된 장치를 전시했다. UMPC 이니셔티브에는 이후 윈도우 버전도 포함되었다.
윈도우 XP가 설치된 UMPC는 윈도우 XP 플랫폼용으로 작성된 모든 소프트웨어를 실행할 수 있지만, 작은 폼 팩터로 인해 인터페이스에 일부 변경이 필요할 때가 많다. 표준 윈도우 XP 인터페이스가 기본값이지만, 터치 팩 인터페이스를 통해 작은 폼 팩터에 더 적합한 인터페이스를 선택할 수 있다. 장치가 매우 작기 때문에 많은 UMPC는 물리적인 키보드를 제공하지 않지만, 터치 팩 인터페이스에서 제공하는 화면상의 가상 키보드 (예: 아래의 DialKeys)를 사용한다. 장치에는 표준 USB 2.0 연결 기능이 있으므로 외장 키보드와 마우스도 연결할 수 있다.
UMPC 장치는 Intel 또는 VIA 프로세서, 256MB에서 2GB의 RAM, 그리고 제조업체에 따라 30GB에서 160GB의 하드 디스크를 포함했다. 다른 울트라 모바일 장치에는 AMD 또는 Transmeta Crusoe CPU가 탑재되었다. 일부 울트라 모바일 PC에는 위성 항법 장치, 웹캠, 지문 판독기, 스테레오 스피커, TV 튜너, 그리고 메모리 카드 리더가 포함되기도 했다. 블루투스, Wi-Fi, 이더넷, 그리고 WWAN 연결도 때때로 포함되었다.
UMPC는 당시 오디오, 비디오, 게임을 지원하기에 충분한 처리 능력을 가졌으며, 인터넷 브라우징은 물론 다른 통신 및 네트워킹 애플리케이션에 대한 풍부한 지원을 제공했다. 작은 화면에서 더 나은 경험을 제공하도록 특별히 디자인된 스킨이 포함된 윈도우 미디어 플레이어가 함께 제공되었다. 이 장치들은 또한 DirectX 9급 그래픽을 특징으로 했다.
2006년 UMPC 가격은 미국에서 약 1000달러였으며, 마이크로소프트가 2006년 휴가 시즌 동안 가격을 낮추기 위해 노력했지만, 시장 분석가들이 주류 성공을 위해 필요하다고 느꼈던 500달러대에는 도달하지 못할 것으로 예상되었다. 대부분의 UMPC는 Windows 7과 함께 제공되었지만, 많은 후기 UMPC는 XP 또는 리눅스를 설치할 수 있는 옵션이 있었는데, 일부 장치는 Windows 7의 기반이 되는 비스타 커널을 실행하기에는 너무 느렸기 때문이다. 이에 대한 한 가지 예는 원래 비스타 버전만으로 출시되었지만, 이후 윈도우 XP 버전도 출시된 삼성 Q1 울트라이다. 이는 당시 UMPC 하드웨어가 편안하게 사용하기에는 비스타 최소 요구 사항에 너무 근접했기 때문이다.

### 다이얼키(DialKeys)
울트라 모바일 PC를 위한 새로운 텍스트 입력 방식이 구현되었다. 화면 아래쪽 모서리를 둘러싼 두 개의 키 링으로 구성된 DialKeys는 엄지손가락으로 사용하도록 고안되었다.

### 액세서리
몇몇 회사들은 7인치 UMPC 플랫폼 전용 액세서리를 개발했다. 여기에는 휴대용 케이스, 화면 보호 필름, 스타일러스, 보호용 범프 케이스, 도킹 스테이션 등이 포함되었다. 또한, UMPC 장치를 차량, 벽 또는 조절 가능한 암에 장착할 수 있도록 하는 "장착 솔루션"의 여러 시제품이 미리 공개되었다. UMPC를 휴대용 인포테인먼트 장치로 만들 수 있는 사용자 인터페이스 소프트웨어도 개발되었다. 윈도우 XP 및 비스타 기반 UMPC에서 실행되도록 설계된 터치 친화적이고 음성 제어 가능한 사용자 인터페이스 소프트웨어 플랫폼이 있었으며, 이를 통해 사용자는 마우스와 키보드 없이 윈도우를 제어할 수 있었다.

## 프로그램
- 마이크로소프트 오피스 원노트
- GO 코퍼레이션
- EverNote
- Stardraw Control

## 같이 보기
- OQO
- 넷북